# Commanderie de Paulhac
La commanderie de Paulhac fut d'abord un établissement de l’ordre du Temple avant d'être dévolu aux Hospitaliers de l'ordre de Saint-Jean de Jérusalem, fondé à Paulhac, village de la commune de Saint-Étienne-de-Fursac dans le département de la Creuse. Cette commanderie fut une des plus importantes du Limousin,.

## Histoire
Cette commanderie fut établie vers 1200, sur la commune de Paulhac (aujourd'hui intégrée à la commune de Saint-Étienne-de-Fursac). Elle faisait partie à l'époque des terres du comté de la Marche, qui dépendait de la province d'Auvergne-Limousin. Cette commanderie fut probablement l'une des plus importantes de la province. On y nota la tenue de chapitres par Gérard de Sauzet, Pierre de Madic, et Raymond de Mareuil, qui furent les maîtres successifs de cette province de 1284 à 1299.
Après l'arrestation des Templiers, la commanderie fut dévolue aux Hospitaliers  de l'ordre de Saint-Jean de Jérusalem en 1312.

### Commandeurs de Paulhac

#### Commandeurs templiers
| Nom du commandeur                        | Dates             | Commentaires |
| ---------------------------------------- | ----------------- | --- |
| Jean de La Chaussade, sergent            | 1280-1285 ou 1290 | |
| Jean (Reynaud) de Saint-Hilaire, sergent | v. 1286-1293      | |
| Pierre du Carrefour, sergent             | 1290              | Petrus de Cadruvio Commandeur de La Marche (1289), de Chamberaud (1301)                                                                       |
| Humbert de Comborn, chevalier            | v. 1298-1306      | Frère Imbert [de Comborn] Petit-fils d'Archambaud VI de Comborn. Fils de Guichard de Comborn, seigneur de Chamberet et de Mathe de La Marche, |

#### Commandeurs hospitaliers
| Nom du commandeur                               | Dates      | Commentaires |
| ----------------------------------------------- | ---------- | --- |
| ...                                             | ...        | |
| Philibert de Naillac                            | 1382-...   | Commandeur de Lureuil (1374, vers 1380) Prieur d'Aquitaine (1390-1396) Grand maître (1396-1421)                                                                              |
| Jean Cotet                                      | 1452, 1455 | [ Et/ou procureur du prieur d'Auvergne ] Commandeur de Limoges (1437) Bailli de l'île de Rhodes (1440-1445) Maréchal de l'ordre (1457-1466) Prieur d'Auvergne (1466/67-1475) |
| François de Malesset de Châtelus (1609-1691)    | 1637-1691  | Abbé commendataire de l'abbaye de Prébenoît |
| Marie Gratet de Dolomieu                        | 1696-1698  | |
| Pierre Jean de Félines de la Renaudie (†1753)   | 1699-1753  | |
| Georges-Etienne-Joachim de Buzon de Champdivers | 1756       | |
| Amable de Saint-Julien de La Rochette           | 1776       | |
| Jean-Pierre de Gain de Linars                   | 1783-1793  | Page (1743) |

Une liste plus étoffée a été publiée par Joseph Boulaud puis par Andrée Louradour mais elles sont souvent contradictoires en termes de dates.

## Architecture
Il ne reste aujourd’hui de l'ancienne commanderie que l'église Saint-Jean (dite église de la Décollation-de-Saint-Jean-Baptiste) et la chapelle Saint-Fiacre bâtie en 1449, toutes les deux monuments historiques inscrits par arrêté du 19 février 1938.
Le style de l'église est gothique (arche et intérieurs) et romane (intérieurs). Des fragments de peintures monumentales sont encore visibles sur les travées et les voûtes. Elles datent de la fin du XIIIe siècle. Elles ont été restaurées en 1971 puis de 1982 à 1991, mais auraient encore besoin de travaux de restauration.

## Photos

### L'église de la décollation de saint Jean-Baptiste

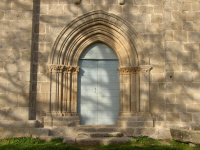
Porte d'entrée, église
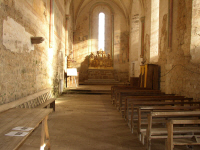
Intérieur de l'église
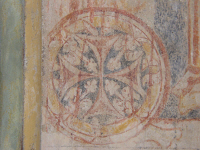
Croix peinte, chevet église
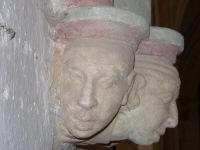
« cul de lampe », intérieur de l'église
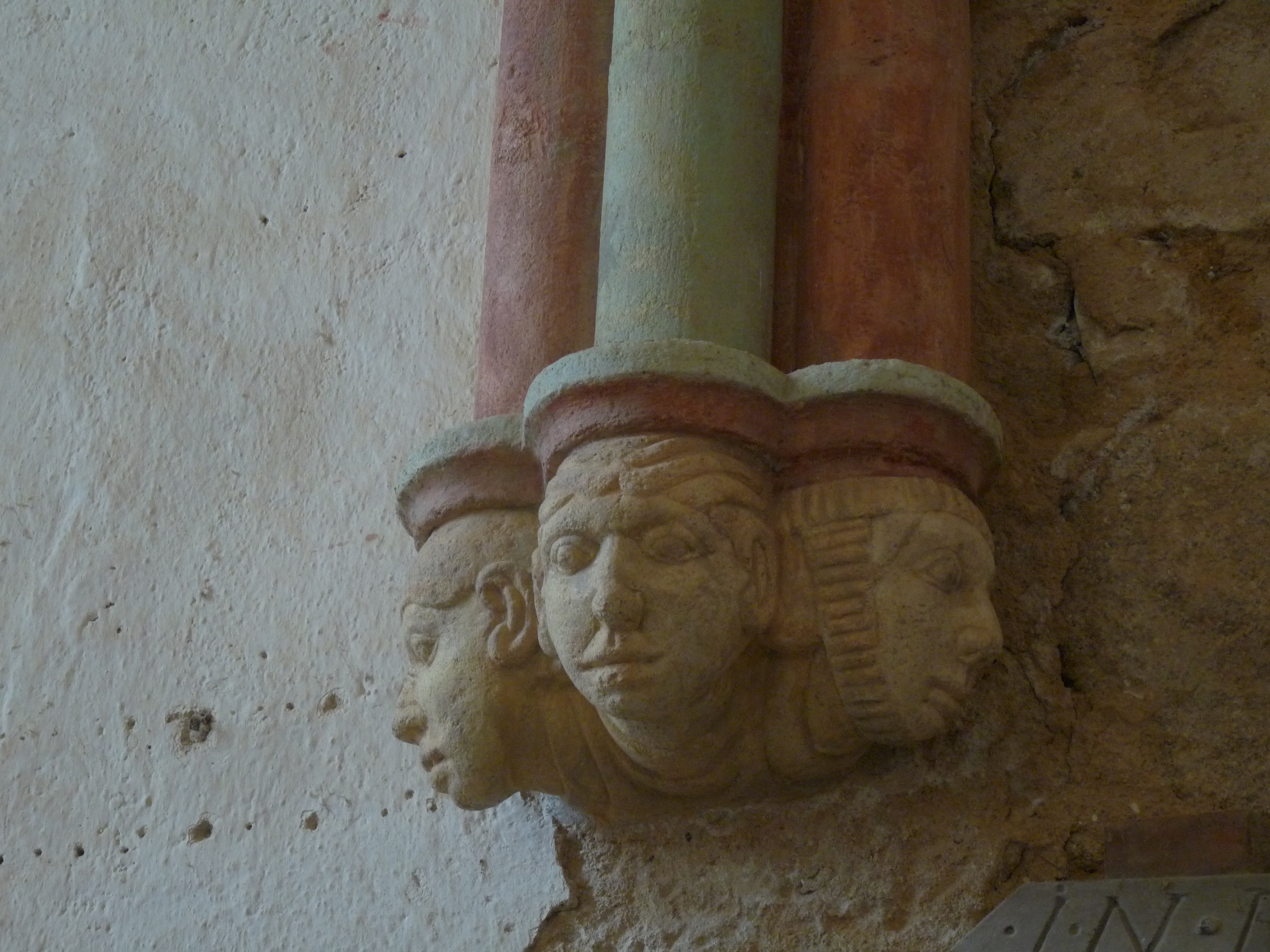
« cul de lampe », intérieur de l'église

### La chapelle Saint Fiacre

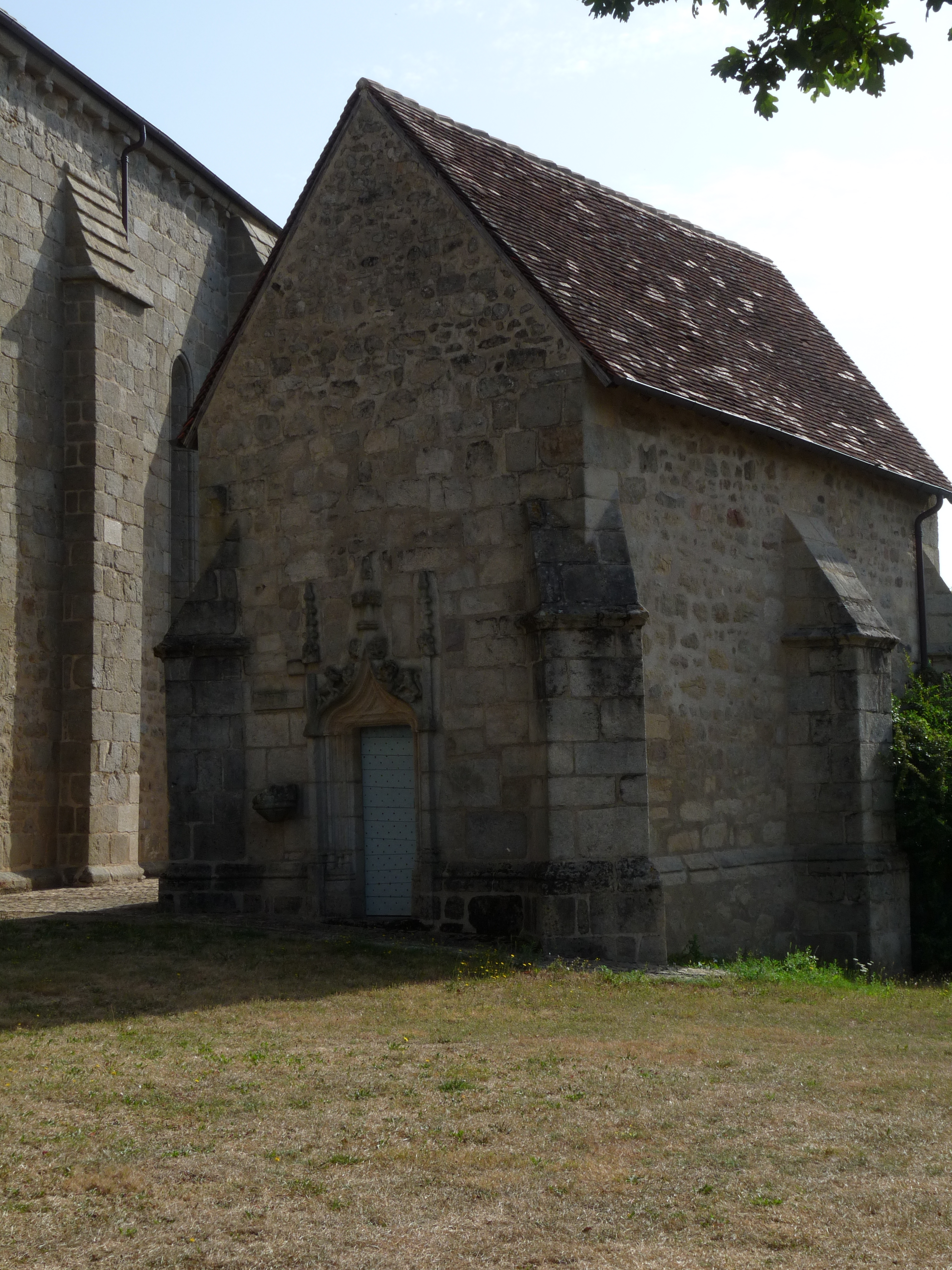
chapelle Saint Fiacre
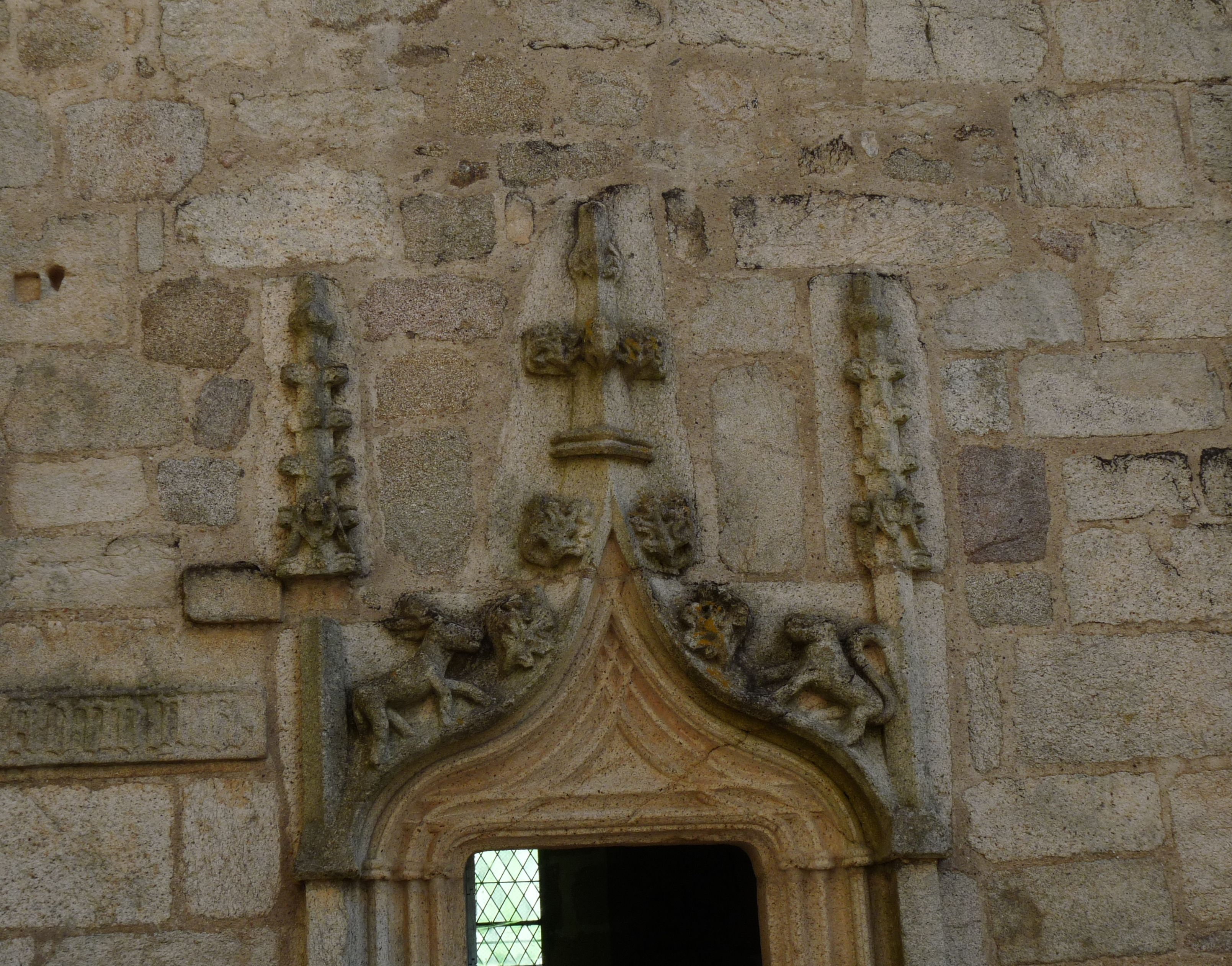
porte de la chapelle

### les fresques duXIIIesiècle

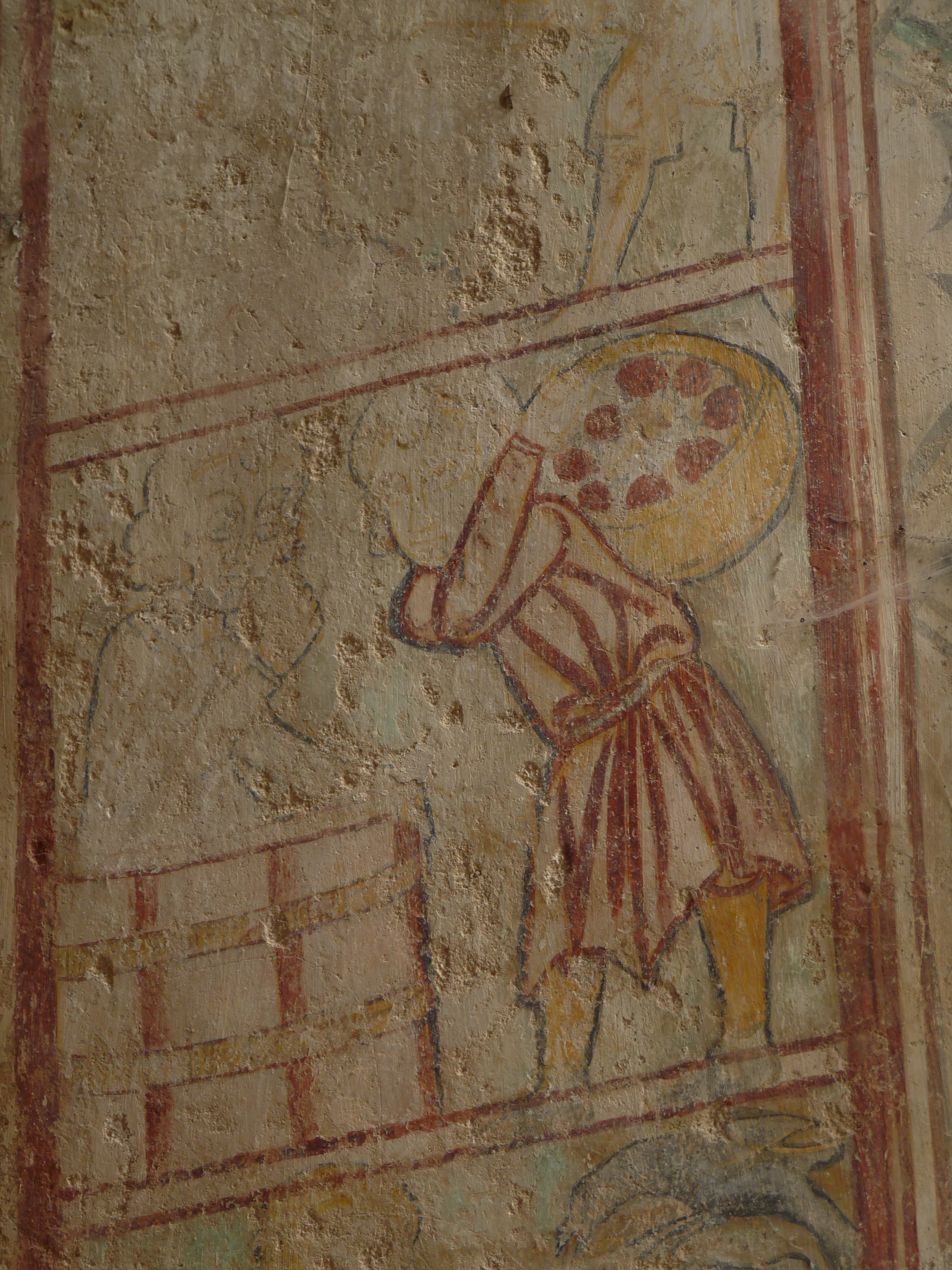
Fresque derrière l'autel représentant les vendanges
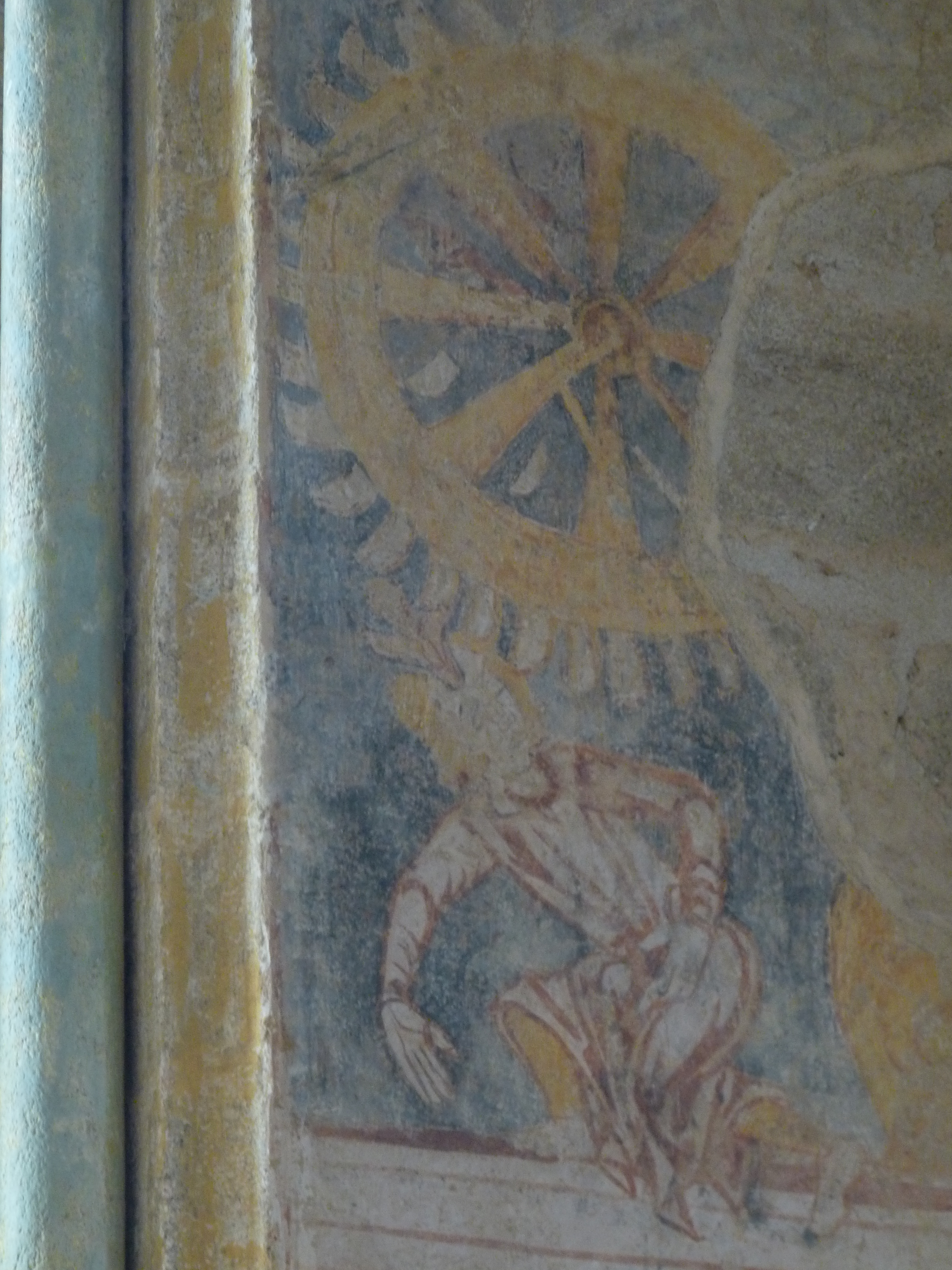
Fresque derrière l'autel
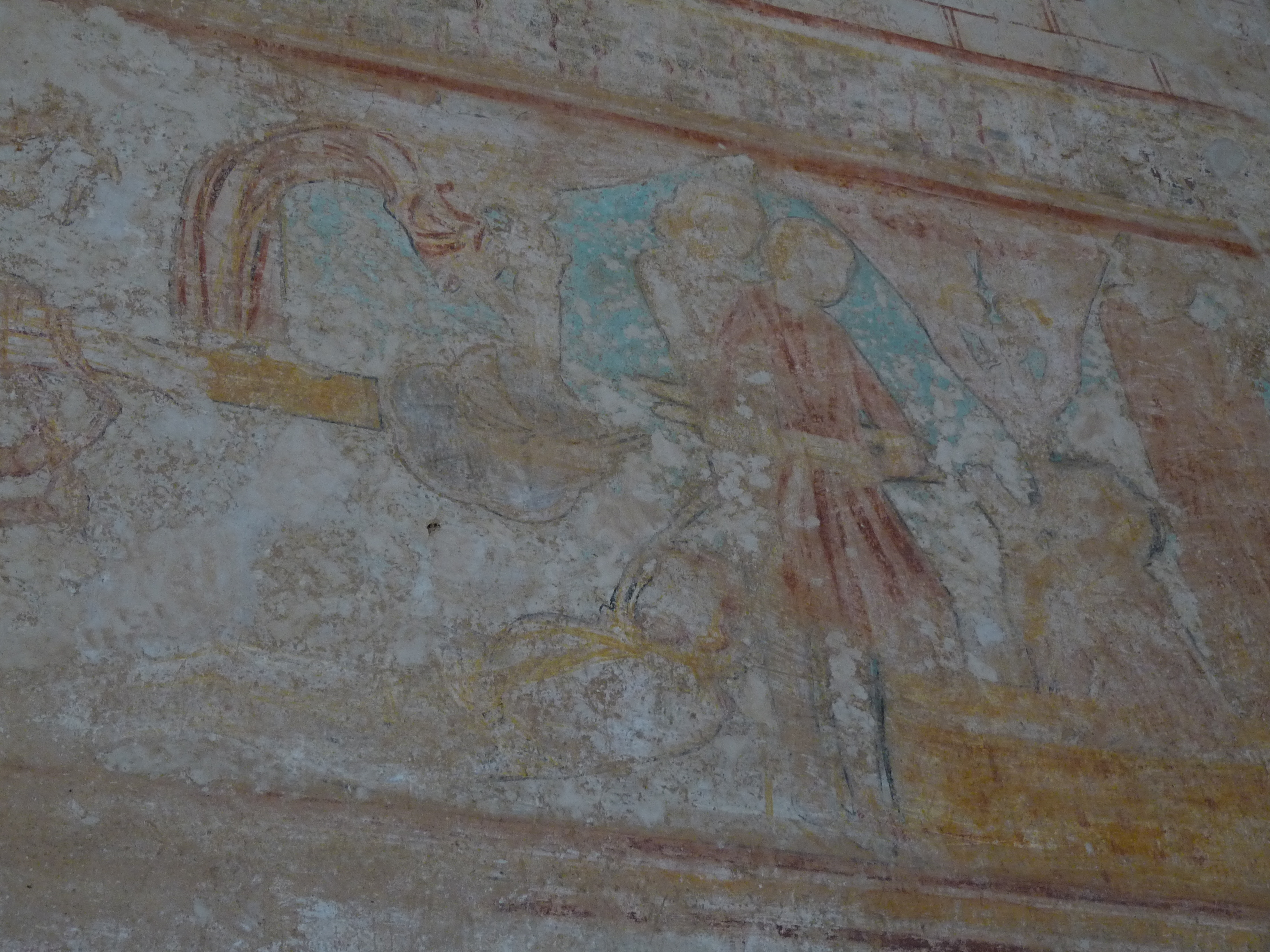
Fresque représentant la décollation de Saint-Jean-Baptiste
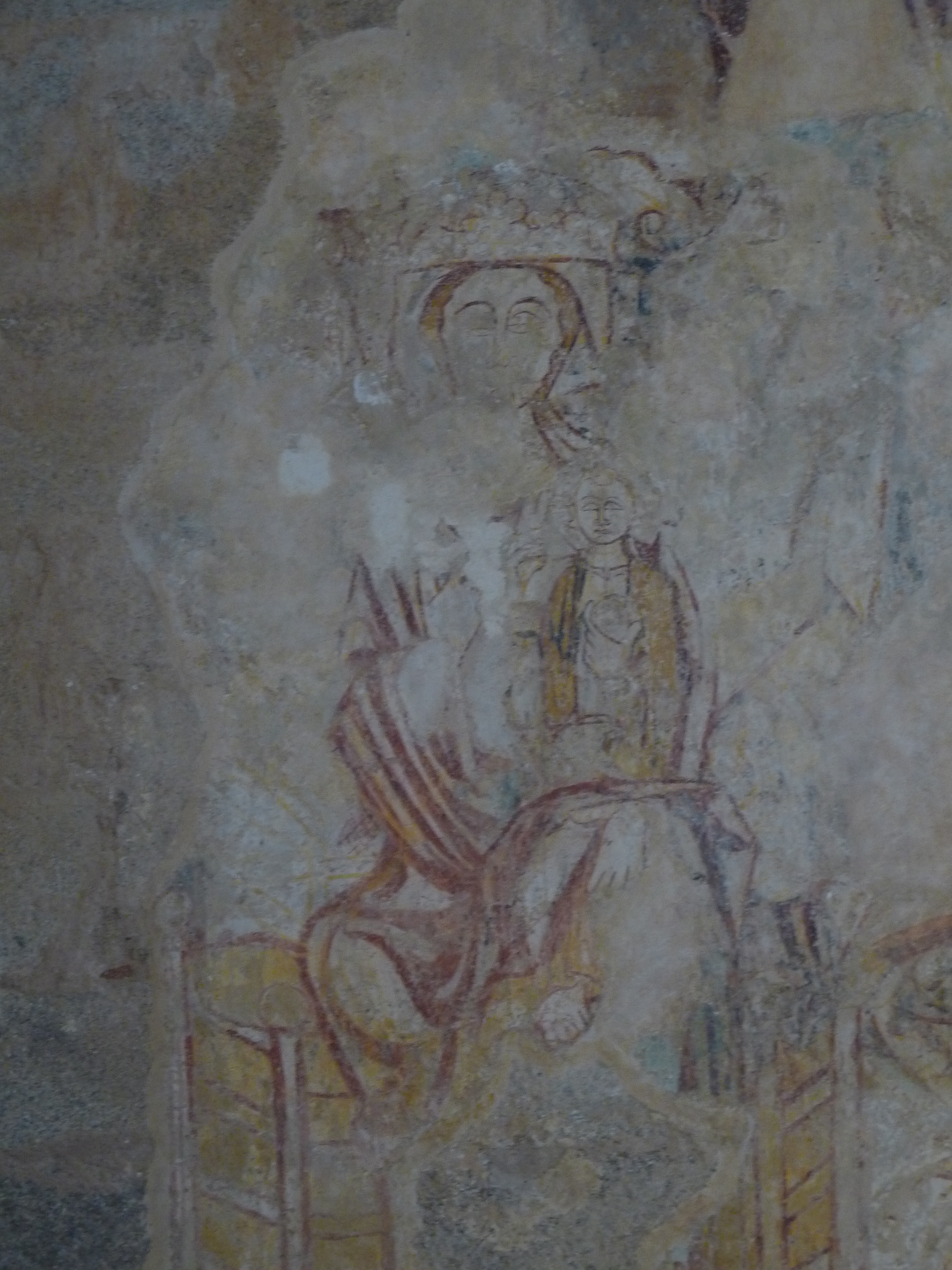
Fresque représentant une « Vierge à l'enfant »